# Іоганесфельд
Іоганесфельд (рос. Иоганесфельд) — село в Безенчуцькому районі Самарської області Російської Федерації.
Населення становить 152 особи. Входить до складу муніципального утворення сільське поселення Ольгине.

## Історія
Населений пункт розташований у межах українського етнічного та культурного краю Жовтий Клин.
Від 2005 року входило до складу муніципального утворення сільське поселення Ольгине.

## Населення
| 1998 | 2010 | 2012 | 2013 | 2014 | 2015 | 2016 |
| ---- | ---- | ---- | ---- | ---- | ---- | ---- |
| 22   | ↗111 | ↗119 | ↗123 | ↗135 | ↗148 | ↗152 |